# Ines Bernadotte
Ines Bernadotte (szw. Ines Marie Lilian Silvia; ur. 7 lutego 2025 w Danderyd) – księżniczka szwedzka, księżna Västerbotten, najmłodsze z czworga dzieci i jedyna córka Karola Filipa, księcia Värmlandu, oraz jego żony, Zofii Hellqvist. Zajmuje ósme miejsce w linii sukcesji do szwedzkiego tronu, za swoim starszym bratem, Julianem, a przed swoją ciotką, Magdaleną.

## Życiorys
Urodziła się w piątek, 7 lutego 2025 roku, o godz. 13.10 w Danderyd jako czwarte dziecko jedynego syna króla Szwecji, Karola XVI Gustawa – Karola Filipa – oraz jego żony, Zofii Hellqvist. W dniu urodzin ważyła 3.64 kilogramów i mierzyła 49 centymetrów. Jej ojciec był obecny przy porodzie.
Trzy dni później, w poniedziałek, 10 lutego 2025 roku, podczas posiedzenia rządu jej dziadek – Karol XVI Gustaw – ogłosił, że dziewczynka otrzymała imiona Ines Maria Liliana Sylwia (szw. Ines Marie Lilian Silvia) i otrzymała tytuł księżnej Västerbotten. Imię Maria otrzymała po swojej babci ze strony matki, Marie Britt Rotman-Hellqvist. Imię Liliana otrzymała po Lilianie May Davies, modelce, która – podobnie, jak matka księżniczki – wyszła za mąż za szwedzkiego księcia. Jej mężem był Bertil Bernadotte, ukochany stryj króla Szwecji, Karola XVI Gustawa, oraz ojciec chrzestny ojca księżniczki, księcia Karola Filipa. Ostatnie imię, Sylwia, księżniczka otrzymała po swojej babci ze strony ojca, królowej Sylwii. Tytuł księcia Västerbotten nosił natomiast wcześniej ojciec króla, Gustaw Adolf Bernadotte, przed swoją tragiczną śmiercią w 1947 roku. 
W czasie uroczystości podania imion i tytułu do publicznej wiadomości dziadek księżniczki, Karol XVI Gustaw, podał błędnie pierwsze imię dziewczynki (zamiast Ines – Inse) oraz pomylił kolejność pozostałych imion. Rzeczniczka dworu stwierdziła, że wynikało to z tego, że monarcha poznał imiona wnuczki na krótko przed ich ogłoszeniem – i że „bardzo żałuje” tej pomyłki. 
Pierwszy występ Ines na balkonie Pałacu Królewskiego w Sztokholmie miał miejsce 30 kwietnia 2025 roku, z okazji urodzin jego dziadka, króla Karola XVI Gustawa. Księżniczka miała wówczas trzy miesiące, a na balkonie pojawiła się w ramionach matki, księżnej Zofii. Na wydarzeniu obecni byli również jej bracia oraz kuzyni. Pierwsze publiczne wystąpienie dziewczynki odbyło się niecałe dwa miesiące później, 6 czerwca 2025 roku, w Święto Narodowe Szwecji. Zgodnie z tradycją, drzwi do Pałacu Królewskiego w Sztokholmie otwierają wybrani przedstawiciele szwedzkiej rodziny królewskiej. Często wydarzenie to jest wykorzystywane do pokazania Szwedom nowo narodzonych członków dynastii Bernadotte. 
Ines została ochrzczona w wierze luterańskiej 13 czerwca 2025 roku w kaplicy pałacu Drottningholm, w 10. rocznicę ślubu jej rodziców. Jej rodzicami chrzestnymi zostali: Stella Bernadotte (jej kuzynka, zajmująca wówczas drugie miejsce w linii sukcesji do szwedzkiego tronu), a także Fredrik von der Esch, Claes Kockum, Tiara Larsson i Sandrine Kockum. Została ochrzczona w szatce chrzcielnej, która była po raz pierwszy noszona przez jej pradziadka, Gustawa Adolfa Bernadotte, kiedy został ochrzczony w 1906 roku. Imię i datę chrztu dodano do sukni. Zgodnie z tradycją zapoczątkowaną na chrzcie jej ciotki został ochrzczony wodą pochodzącą z drugiej co do wielkości szwedzkiej wyspy – Olandii. 

## Tytulatura
Od 2025: księżniczka Ines, księżna Västerbotten

## Genealogia
| Pradziadkowie                       | Gustaw Adolf Bernadotte (1906 – 1947) ∞ Sybilla Koburg (1908 – 1972) | Gustaw Adolf Bernadotte (1906 – 1947) ∞ Sybilla Koburg (1908 – 1972) | Walther Sommerlath ∞ Alice Soares de Toledo                        | Walther Sommerlath ∞ Alice Soares de Toledo                        | Stig Hellqvist ∞ Ingrid Hellqvist                                  | Stig Hellqvist ∞ Ingrid Hellqvist                                  | Janne Herbert Ribbe Rotman ∞ Britt Ingegerd                        | Janne Herbert Ribbe Rotman ∞ Britt Ingegerd                        |
| Dziadkowie                          | Karol XVI Gustaw (ur. 1946) ∞ 1976 Sylwia Sommerlath (ur. 1943)      | Karol XVI Gustaw (ur. 1946) ∞ 1976 Sylwia Sommerlath (ur. 1943)      | Karol XVI Gustaw (ur. 1946) ∞ 1976 Sylwia Sommerlath (ur. 1943)    | Karol XVI Gustaw (ur. 1946) ∞ 1976 Sylwia Sommerlath (ur. 1943)    | Erik Oscar Hellqvist ∞ Marie Britt Rotman                          | Erik Oscar Hellqvist ∞ Marie Britt Rotman                          | Erik Oscar Hellqvist ∞ Marie Britt Rotman                          | Erik Oscar Hellqvist ∞ Marie Britt Rotman                          |
| Rodzice                             | Karol Filip Bernadotte (ur. 1979) ∞2015 Zofia Hellqvist (ur. 1984)   | Karol Filip Bernadotte (ur. 1979) ∞2015 Zofia Hellqvist (ur. 1984)   | Karol Filip Bernadotte (ur. 1979) ∞2015 Zofia Hellqvist (ur. 1984) | Karol Filip Bernadotte (ur. 1979) ∞2015 Zofia Hellqvist (ur. 1984) | Karol Filip Bernadotte (ur. 1979) ∞2015 Zofia Hellqvist (ur. 1984) | Karol Filip Bernadotte (ur. 1979) ∞2015 Zofia Hellqvist (ur. 1984) | Karol Filip Bernadotte (ur. 1979) ∞2015 Zofia Hellqvist (ur. 1984) | Karol Filip Bernadotte (ur. 1979) ∞2015 Zofia Hellqvist (ur. 1984) |
| Ines Bernadotte (ur. 7 lutego 2025) |                                                                      |                                                                      |                                                                    |                                                                    |                                                                    |                                                                    |                                                                    |                                                                    |